# Let Me Be
LET ME BE Live Ver. 2009-2010 en Makuhari Messe es el 3º Digital Single de GLAY lanzado a la venta el 24 de febrero de 2010 solo por iTunes Store.

## Acerca de
- En 2008 sale "STARLESS NIGHT/VENUS-/Sorry Love (Live Ver HIGHCOMMUNICATIONS 2007-2008.)" Primer Digital Single de la banda, el próximo saldría en 2 años.
- El tema fue lanzado en 2009 en THE GREAT VACATION Vol.2 ~BEST OF GLAY~, la versión en vivo es la que tuvo lugar en Makuhari Messe el día 31 de diciembre de 2009 y el 1 de enero de 2010. También incluye el video de ese mismo concierto en Makuhari Messe.

## Lista de canciones
LET ME BE Live Ver. 2009-2010 en Makuhari Messe
1. LET ME BE Live Ver. 2009-2010 en Makuhari Messe

LET ME BE Live Ver. 2009-2010 en Makuhari Messe
1. LET ME BE Live Ver. 2009-2010 en Makuhari Messe
2. LET ME BE

Let Me Be (Set Especial)
1. LET ME BE Live Ver. 2009-2010 en Makuhari Messe
2. LET ME BE
3. LET ME BE Live 2009-2010 Video en Makuhari Messe